# Жан Гастон Дарбу
Жан Ґасто́н Дарбу́ (фр. Jean Gaston Darboux; 14 серпня 1842 — 23 лютого 1917 року, Париж, Франція) — французький математик. Відомий завдяки своїм результатам в математичному аналізі (теорія інтегрування, диференціальні рівняння в часткових похідних) і диференціальній геометрії. Дарбу був біографом Анрі Пуанкаре і співвидавцем при публікації робіт Фур'є і Лагранжа.

## Біографія
Вчився в École Polytechnique і École Normale Supérieure у Парижі. У 1873 році отримав звання професора в Сорбонні, асистував Ліувіллю. Отримав гран-прі французької Академії наук в 1876 році і став її членом в 1884 році. Став членом Петербурзької академії наук в 1895 році. Отримав медаль Сильвестра від Королівського наукового товариства в 1916 році. Став членом Геттінгенської академії наук.
Серед учнів — румунський математик Ґеорґе Цицейка та французький математик Жюль Гааг.

## Названі на честь Дарбу
- Інтеграл Дарбу
- Репер Дарбу
- Суми Дарбу
- Теорема Дарбу в математичному аналізі
- Теорема Дарбу в симплектичній геометрії
- Астероїд 18734 Дарбу.